# Бельзенский процесс

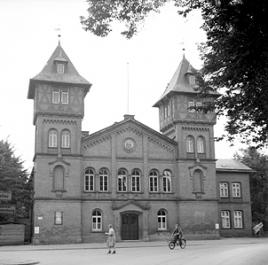
Место проведения Бельзенского Процесса: старая гимназия на Линденштрассе 30, Люнебург (Lindenstraße 30, Lüneburg)

Бельзенский процесс (нем. Bergen-Belsen-Prozess, англ. Belsen Trial), также известен как Бельзенский суд или Бельзенский военный трибунал — один из судебных процессов, который был проведён оккупационными силами союзников против бывших чиновников и функционеров нацистской Германии после окончания Второй мировой войны. Бельзенский Процесс проходил в Люнебурге, Нижняя Саксония, Германия с 17 сентября по 17 ноября 1945 года. Ответчиками на этом суде выступали как мужчины, так и женщины отрядов СС, а также привилегированные заключённые, которые работали в различных концентрационных лагерях, в частности в Освенциме и Берген-Бельзене. Процесс вызвал большой интерес во всём мире, поскольку публика впервые услышала признания от некоторых из тех, кто отвечал за массовые убийства в восточных лагерях смерти. Некоторые более поздние судебные процессы также называют Бельзенскими процессами.

## Первый судебный процесс

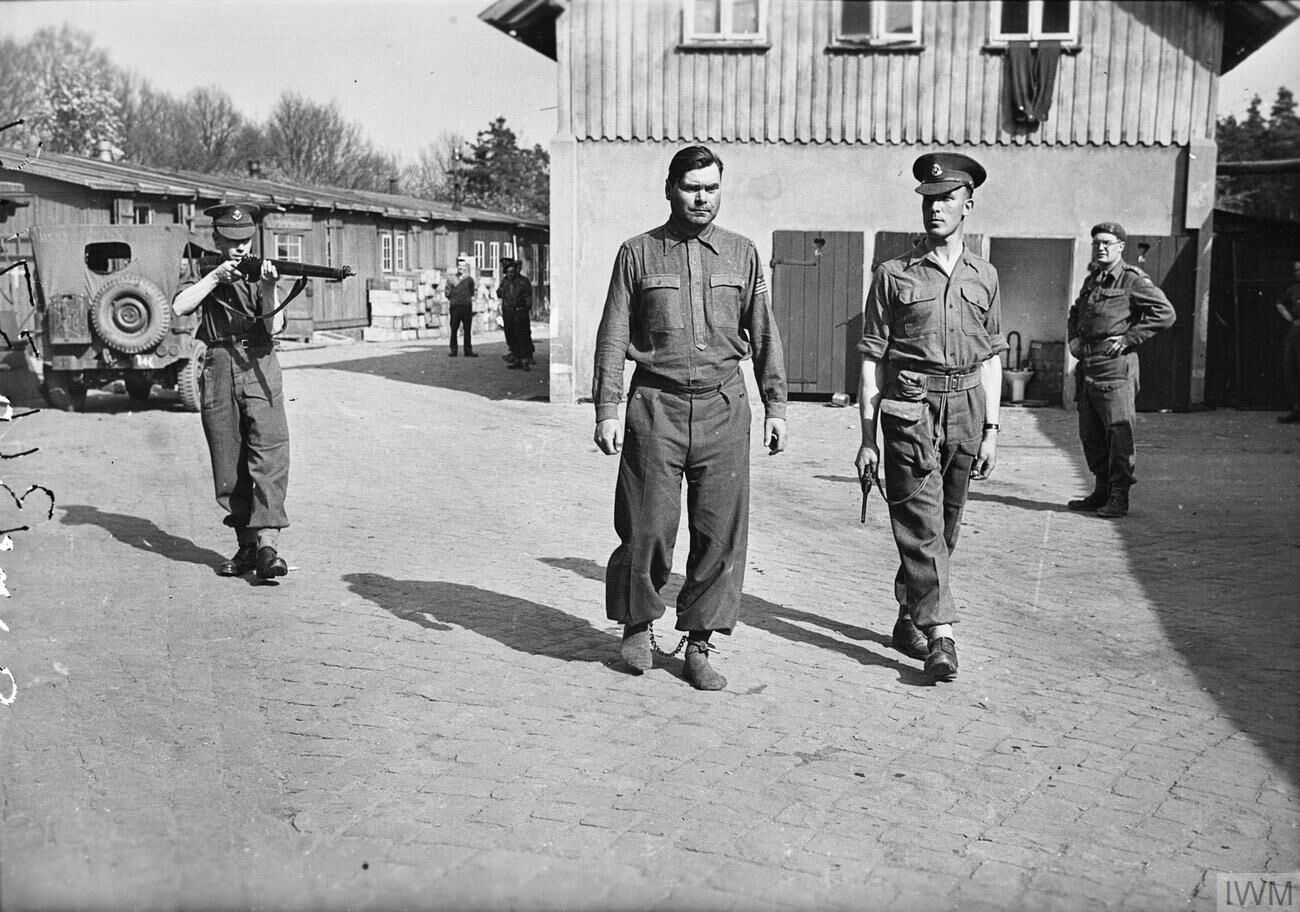
Йозеф Крамер, сфотографированный в кандалах в Белгене перед отправкой в камеру для военных заключенных на Целле, 17 апреля 1945.

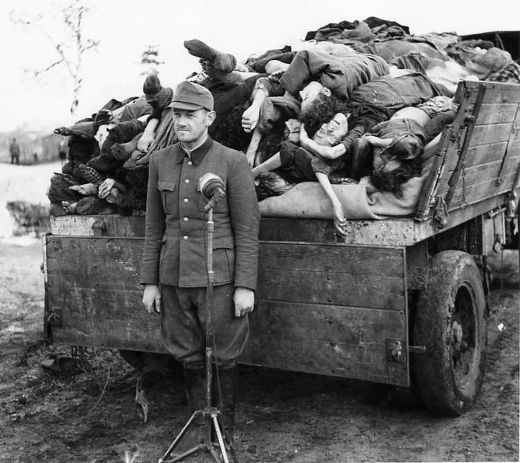
Франц Хёсслер (Franz Hößler) в Берген-Бельзене.

Первый судебный процесс проходил под официальным названием «Процесс над Йозефом Крамером и 44 другими». Суд начался в гимназии Люнебурга 17 сентября 1945 года. Ответчиками являлись 45 мужчин и женщин, входивших в отряды СС и капо из Берген-Бельзена и концентрационного лагеря Освенцима. Йозеф Крамер являлся комендантом лагеря в Берген-Бельзене, а до этого в Освенциме. Среди остальных ответчиков 12 были капо, 16 женщин — членов отрядов СС и 16 мужчин — членов отрядов СС. Один из заключённых капо, Ладислав Гура (пол. Ladisław Gura), который также являлся членом отряда СС, был слишком болен, чтобы предстать перед судом после начала судебного процесса. Трое других были исключены из перечня обвинения по той же причине ещё до начала суда. Три члена СС были расстреляны при попытке к бегству после взятия лагеря британцами и один совершил самоубийство. В общей сложности, из 77-ми человек, арестованных британцами в апреле, 17 умерли от тифа ещё до 1 июня 1945 года.
Рядом с Крамером наиболее громкими ответчиками выступали доктор, который находился в должности концлагерного врача в Бельзене, и Франц Хёсслер, заместитель коменданта лагеря. Элизабет Фолькенрат была старшей надзирательницей в Освенциме, затем была переведена в Берген-Бельзен. Многие из ответчиков прибыли в Берген-Бельзен только после февраля 1945 года, некоторые — за два дня до освобождения лагеря. Тем не менее, большинство из них занимало подобные должности в других концлагерях до Бельзена. Суд проходил перед британским военным трибуналом. Судьями были назначены генерал-майор Берни-Фиклин (англ. Berney-Ficklin) (председательствовал на суде), бригадный генерал А. де Л. Казонов (англ. A. de L. Casonove), полковник Джей Джи Ричардс (англ. G. J. Richards), подполковник Р. Б. Муриш (англ. R. B. Moriush) и подполковник Р. Макли (англ. R. McLay). К. Л. Стерлинг (англ. C. L. Stirling) выступал в качестве судьи-адвоката. Полковник Т. М. Бэкхаус (англ. T. M. Backhouse), майор Х. Г. Мертон-Нил (англ. H. G. Murton-Neale), капитан С. М. Стюарт (англ. S. M. Stewart) и подполковник. Л. Джей Генн (англ. L. J. Genn) выступали обвинителями. Адвокатами по защите являлись также офицеры британской армии, а в случае с пятью польскими ответчиками — польский офицер, лейтенант Жедрежежович (пол. Jedrezejowicz).
Поскольку этот суд являлся военным, юридически он основывался на «Положениях о судебных процессах над военными преступниками», которые были написаны в соответствии с Королевскими Требованиями от 14 июня 1945 года. Согласно характеру суда единственные обвинения, которые могли быть предъявлены — это военные преступления и преступления против граждан союзных стран. Таким образом, «преступления против человечности» и «преступления против мира», которые фигурируют в более поздних Нюрнбергских процессах, не были предъявлены в качестве обвинений в Люнебурге.

### Обвинения
Официальные обвинения были сгруппированы по преступлениям, совершённым в Освенциме и Берген-Бельзене и звучали следующим образом:

В Берген-Бельзене, Германия, между 1 октября 1942 года и 30 апреля 1945 года, когда персонал концлагеря Берген-Бельзен отвечал за благополучие лиц там находящихся, в нарушение закона и правил ведения войны был уличён в жестоком обращении с некоторыми из таких лиц, в результате чего погибли Кейт Мейер (англ. Keith Meyer) (гражданка Великобритании), Анна Кис (англ. Anna Kis), Сара Кон (англ. Sara Kohn) (обе — гражданки Венгрии), Хеймех Глиновжечи (пол. Heimech Glinovjechy) и Мария Конаткевич (пол. Maria Konatkevicz) (оба — граждане Польши) и Марсель Фресон де Монтиньи (фр. Marcel Freson de Montigny) (гражданин Франции), Морис Ван Эйжнсберген (нидерл. Maurice Van Eijnsbergen) (гражданин Голландии), Морис Ван Мевленар (нидерл. Maurice Van Mevlenaar) (гражданин Бельгии), Ян Марковски (пол. Jan Markowski) и Джорджей Ференц (пол. Georgej Ferenz) (оба — граждане Польши), Сальваторе Вердура (итал. Salvatore Verdura) (гражданин Италии), и Тереза Клее (англ. Therese Klee) (гражданка Гондураса), граждане союзных государств и иные граждане союзных государств, чьи имена неизвестны; физические страдания, причинённые этими лицами союзным гражданам и особенно Харольду Осмунду ле Друиленеку (англ. Harold Osmund le Druillenec) (гражданин Великобритании), Бенеку Зухерману (пол. Benec Zuchermann), интернированной женщине с фамилией Корперова, интернированной женщине с фамилией Хоффман, Любе Рорман (пол. Luba Rormann), Исе Фридману (пол. Isa Frydmann) (все — граждане Польши) и Александру Сивидову, гражданину России, и другим гражданам союзных государств, чьи имена неизвестны.

А также:

… В Освенциме, Польша, между 1 октября 1942 года и 30 апреля 1945 года, когда персонал Освенцима отвечал за благополучие лиц там находившихся, в нарушение закона и правил ведения войны был уличён в жестоком обращении с некоторыми из таких лиц, в результате чего погибли Райчела Зильберштейн (пол. Rachella Silberstein) (гражданка Польши), граждане союзных государств и иные граждане союзных государств, чьи имена неизвестны; физические страдания причиненные этими лицами союзным гражданам и особенно Еве Грика (пол. Ewa Gryka) и Ханке Розенвейг (пол. Hanka Rosenwayg) (обе — гражданки Польши) и другим гражданам союзных государств, чьи имена неизвестны.

Никто из подсудимых не признал свою вину.

### Проведение судебного процесса

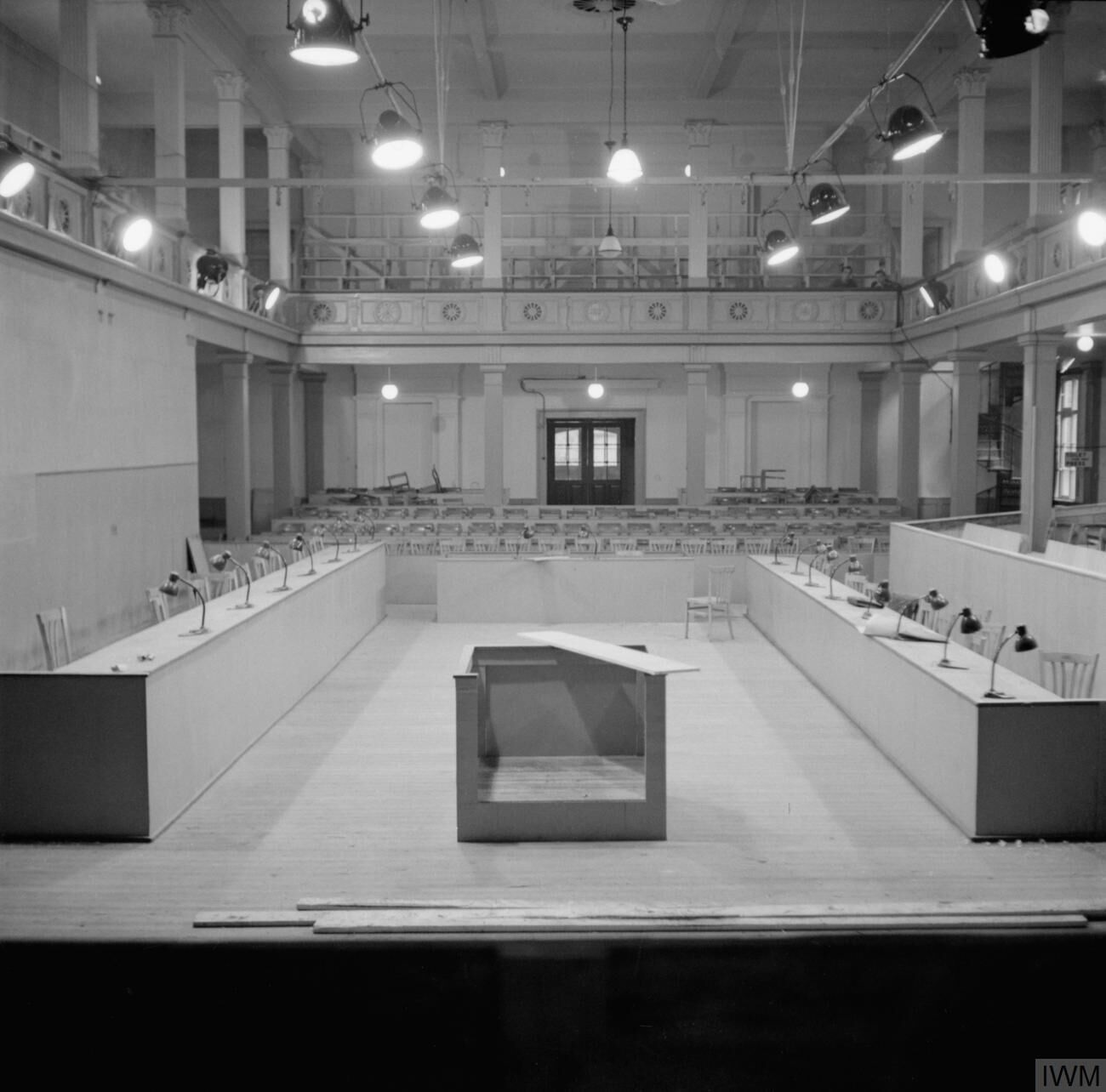
Внутри зала суда за десять дней до начала процесса.

Судебный процесс длился 54 дня. Он начался 17 сентября 1945 года с открытой обвинительной речи. Бригадир Глин Хьюз стал первым свидетелем обвинения 18-19 сентября. 20 сентября британская армия показала фильм, снятый военнослужащими в концентрационном лагере Берген-Бельзен вскоре после освобождения. 21 сентября судебная процессия посетила Берген-Бельзен лично. Доказательства защиты начались 8 октября со вступительной речи ответчика Йозефа Крамера, который также свидетельствовал. Заключительные прения произносились с 7 по 12 ноября, а заключительные речи со стороны обвинения — 13 ноября. Приговоры были вынесены четыре дня спустя, 17 ноября 1945 года.
Поскольку сам процесс проводился на английском, перевод на немецкий и польский языки был необходим. Это стало одним из факторов, который продлил судебный процесс, поскольку изначально планировалось провести суд в период от двух до четырёх недель. Также первоначально подвергалось критике и само обвинение, как поспешное и плохо подготовленное. Обыск не проводился ни у одного из охранников концлагеря из отрядов СС, которые покинули лагерь после прекращения огня 13 апреля. Вместо показаний очевидцев в некоторых случаях представлялись только аффидевиты. Некоторые свидетели противоречили сами себе во время перекрестного допроса, некоторые не могли опознать ответчиков как виновников рассматриваемых преступлений. Один из бывших заключенных, Оскар Шмиц (нем. Oskar Schmitz), оказался ошибочно обвинённым в качестве эсэсовца и не имел возможности дать показания до начала процесса.
Защита утверждала, что арест обвиняемых был произведен незаконно, поскольку это противоречило акту о свободном выводе войск, прописанному в договоре о прекращении огня. Однако данный акт относился только к солдатам вермахта, находившимся в деревне Бельзен. Кроме того, по мнению обвинения, сожжение документов лагерной администрации и стрельба 15 апреля 1945 года аннулировали данный договор. На самом же деле, соответствующий раздел соглашения о прекращении огня звучал следующим образом: «Персонал охраны из отрядов СС … будет рассматриваться в качестве военнопленных. Второстепенный персонал из отрядов СС … останется на своих местах, продолжит выполнение служебных обязанностей (приготовление пищи, снабжение и т. п.), передаст все документы, содержащиеся в концентрационном лагере. Когда их услуги более не потребуются, управление ими будет предано вермахтом британским властям».
17 ноября 1945 года Бельзенский суд приговорил 11 подсудимых к смертной казни через повешение. Ещё 18 признаны виновными и приговорены к тюремному заключению на срок от одного года до 15 лет. Один из обвиняемых, Эрих Зоддел, первоначально был приговорён к пожизненному лишению свободы, но отдельный военный трибунал в августе 1945 года вынес ему смертный приговор за убийство женщины-заключённой после освобождения лагеря. Ни один из подсудимых не был признан виновным в совершении преступлений по предварительному сговору во время работы в системе концлагерей, но все они были осуждены за индивидуально совершённые преступления. 14 обвиняемых оправдали (последний ответчик не смог предстать перед судом вследствие болезни). Благодаря помилованиям и апелляциям многие тюремные сроки были в конечном счёте значительно сокращены. К середине 1955 все обвиняемые, получившие тюремные сроки, вышли на свободу.

### Подсудимые и их приговоры
Список подсудимых членов отрядов СС

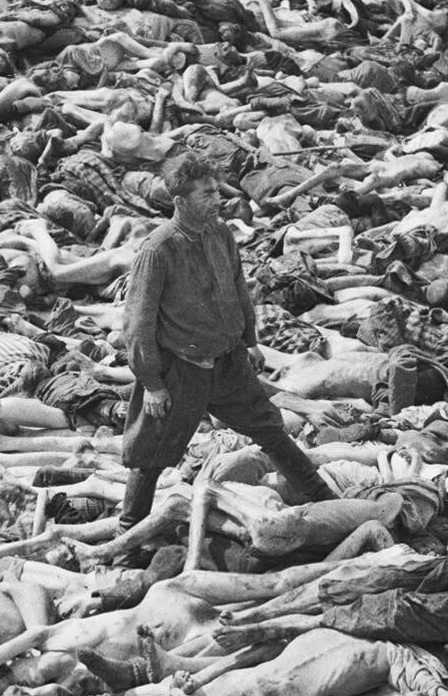
Фриц Кляйн среди мёртвых тел. Британская армия, освободившая концентрационный лагерь Берген-Бельзен, приказала персоналу лагеря похоронить трупы заключенных.

(О = обвинённые в преступлениях в Освенциме, Б = обвинённые в преступлениях в Берген-Бельзене)
| Имя подсудимого                                 | Приговор                                                        |
| ----------------------------------------------- | --------------------------------------------------------------- |
| Йозеф Крамер (О, Б)                             | Смертная казнь, приведён в исполнение 13 декабря 1945 г.        |
| Фриц Кляйн (О, Б)                               | Смертная казнь, приведён в исполнение 13 декабря 1945 г.        |
| Петер Вайнгертнер (О, Б)                        | Смертная казнь, приведён в исполнение 13 декабря 1945 г.        |
| Франц Хёсслер (О)                               | Смертная казнь, приведён в исполнение 13 декабря 1945 г.        |
| Карл Францох (Б)                                | Смертная казнь, приведён в исполнение 13 декабря 1945 г.        |
| Ансгар Пихен (Б)                                | Смертная казнь, приведён в исполнение 13 декабря 1945 г.        |
| Франц Штофель (Б)                               | Смертная казнь, приведён в исполнение 13 декабря 1945 г.        |
| Вильгельм Дёрр (Б)                              | Смертная казнь, приведён в исполнение 13 декабря 1945 г.        |
| Ирма Грезе (О, Б)                               | Смертная казнь, приведён в исполнение 13 декабря 1945 г.        |
| Элизабет Фолькенрат (О, Б)                      | Смертная казнь, приведён в исполнение 13 декабря 1945 г.        |
| Иоганна Борман (О)                              | Смертная казнь, приведён в исполнение 13 декабря 1945 г.        |
| Отто Кулесса (нем. Otto Kulessa) (Б)            | 15 лет лишения свободы, освобожден досрочно 7 мая 1955 г.       |
| Хайнрих Шрайрер (нем. Heinrich Schreirer) (О)   | 15 лет лишения свободы, освобожден досрочно 3 сентября 1950 г.  |
| Герта Элерт (Б)                                 | 15 лет лишения свободы, освобождена досрочно 7 мая 1953 г.      |
| Ильзе Фёрстер (нем. Ilse Förster) (Б)           | 10 лет лишения свободы, освобождена досрочно 21 декабря 1951 г. |
| Герта Боте (Б)                                  | 10 лет лишения свободы, освобождена досрочно 21 декабря 1951 г. |
| Ирен Хашке (нем. Irene Haschke) (Б)             | 10 лет лишения свободы, освобождена досрочно 21 декабря 1951 г. |
| Гертруда Зауер (нем. Gertrud Sauer) (Б)         | 10 лет лишения свободы, освобождена досрочно 21 декабря 1951 г. |
| Анна Хемпель (нем. Anna Hempel) (Б)             | 10 лет лишения свободы, освобождена досрочно 21 апреля 1951 г.  |
| Гертруда Файст (нем. Gertrud Feist) (Б)         | 5 лет лишения свободы, освобождена досрочно 11 августа 1949 г.  |
| Фрида Вальтер (нем. Frieda Walter) (Б)          | 3 года лишения свободы, освобождена 16 ноября 1948 г.           |
| Аннелиза Кольманн (нем. Anneliese Kohlmann) (Б) | 2 года лишения свободы                                          |
| Хильда Лисевич (пол. Hilde Lisiewicz) (Б)       | 1 год лишения свободы, освобождена 16 ноября 1946 г.            |
| Георг Крафт (нем. Georg Krafft)                 | оправдан                                                        |
| Йозеф Клиппель (нем. Josef Klippel)             | оправдан                                                        |
| Фриц Матес (нем. Fritz Mathes)                  | оправдан                                                        |
| Карл Эгерсдёрфер (нем. Karl Egersdörfer)        | оправдан                                                        |
| Вальтер Отто (нем. Walter Otto)                 | оправдан                                                        |
| Эрих Барш (нем. Erich Barsch)                   | оправдан                                                        |
| Ида Фёрстер (нем. Ida Förster)                  | оправдана                                                       |
| Клара Опиц (нем. Klara Opitz)                   | оправдана                                                       |
| Шарлотта Кляйн (нем. Charlotte Klein)           | оправдана                                                       |
| Хильдегард Хенель (нем. Hildegard Hähnel)       | оправдана                                                       |

Не смогли предстать перед судом вследствие болезни: Николаус Йеннер (нем. Nikolaus Jänner), Пауль Штайнмец (нем. Paul Steinmetz), Вальтер Мельхер (нем. Walter Melcher) и Ладислав Гура (пол. Ladisław Gura) (который являлся членом отряда СС и капо).
Список подсудимых привилегированных заключенных (капо)

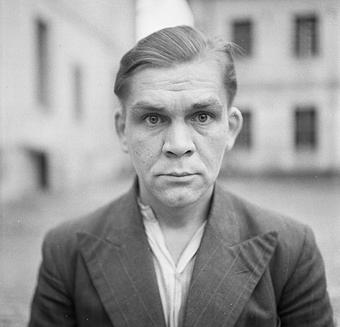
Эрих Цоддель под арестом после освобождения концлагеря Берген-Бельзен.

(О = обвиненные в преступлениях в Освенциме, Б = обвиненные в преступлениях в Берген-Бельзене)
| Имя подсудимого                                    | Приговор                                                                             |
| -------------------------------------------------- | ------------------------------------------------------------------------------------ |
| Эрих Цоддель (Б)                                   | пожизненное лишение свободы, осуждён другим военным судом в августе 1945 г. и казнен |
| Владислав Островски (пол. Wladisław Ostrowski) (Б) | 15 лет лишения свободы, освобожден досрочно в 1955 г.                                |
| Хелена Коппер (нем. Helena Kopper) (Б)             | 15 лет лишения свободы, освобождена досрочно в 1952 г.                               |
| Хильда Лобауэр (нем. Hilde Lohbauer) (О, Б)        | 15 лет лишения свободы, освобождена досрочно в 1950 г.                               |
| Антони Аурдзиг (нем. Antoni Aurdzig) (Б)           | 10 лет лишения свободы, освобожден досрочно в 1952 г.                                |
| Йоханна Рот (нем. Johanne Roth) (Б)                | 10 лет лишения свободы, освобождена досрочно в 1950 г.                               |
| Станислава Староска (пол. Stanislawa Staroska) (О) | 10 лет лишения свободы, освобождена досрочно в 1950 г.                               |
| Медислав Бурграф (пол. Medislaw Burgraf) (Б)       | 5 лет лишения свободы, освобожден досрочно в 1949 г.                                 |
| Ильза Лоте (нем. Ilse Lothe)                       | оправдана (осуждена по Берген-Бельзену)                                              |
| Оскар Шмитц (нем. Oskar Schmitz)                   | оправдан (осужден по Берген-Бельзену)                                                |
| Игнац Шломович (пол. Ignatz Schlomowicz)           | оправдан (осужден по Берген-Бельзену)                                                |
| Антон Полянски (пол. Anton Polanski)               | оправдан (осужден по Берген-Бельзену)                                                |
| Ладислав Гура (пол. Ladisław Gura)                 | не смог предстать перед судом (осуждён по Берген-Бельзену)                           |

### Реакция общественности
Бельзенский процесс привлёк значительный интерес СМИ на национальном и международном уровнях. Более 100 представителей средств массовой информации освещали ход событий на протяжении всего судебного процесса. Именно с их помощью мир узнал о тысячах смертей от голода и болезней в Бельзене, особенно ярко переданных с помощью фильма и фотографий, снятых британской армией. Более важно то, что на Бельзенском процессе широкой общественности впервые были раскрыты факты организованных массовых убийств в Освенциме-Биркенау, подкреплённые свидетельствами некоторых из тех людей, кто отвечал за процесс отбора заключённых, использование газовых камер и крематориев. В Великобритании судебный процесс восприняли в основном положительно, как торжество справедливости, с учётом честности и внимания к мелочам. Тем не менее, в некоторых других странах, в частности в Советском Союзе и Франции, приговоры подверглись критике как слишком мягкие. Многие из тех, кто выжил в лагерях, считали приговоры также слишком мягкими.

### Казнь
Все смертные приговоры были приведены в исполнение 13 декабря 1945 года через повешение в тюрьме города Хамельн. В качестве палача выступал Альберт Пирпойнт  с ассистентом.

## Второй судебный процесс
Второй Бельзенский процесс также был проведён в Люнебурге с 13 по 18 июня 1946 года Британским военным трибуналом. Ответчиком выступал поляк Казимеж Цегельски (пол. Kazimierz Cegielski), бывший заключённый концентрационного лагеря Берген-Бельзен, который, согласно его показаниям, прибыл туда в марте 1944 года. Получил прозвище «дер Гроссе (нем. большой) Казимеж» (в качестве отличия от другого капо с таким же именем). Его обвиняли в жестоком обращении и убийствах.
Казимежа обвиняли в избиениях и убийствах больных и слабых заключенных большими деревянными палками или жердями. В то время, как он пребывал в Берген-Бельзене, у него был роман с одной из заключенных, Хенни Дехааз (нидерл. Henny DeHaas), еврейки из Амстердама. После войны, в 1946 году его арестовали в Амстердаме, куда Казимеж, по его словам, отправился в поисках Хенни, чтобы жениться на ней. Он был осужден 18 июня 1946 года и приговорен к смертной казни через повешение. За день перед казнью он заявил, что его настоящее имя — Казимир-Александр Рыдзевски (пол. Kasimir-Alexander Rydzewski). Он был казнён в тюрьме города Хамельн в 9:20 утра 11 октября 1946 года.